# Apristurus exsanguis
Apristurus exsanguis es una especie de peces de la familia Scyliorhinidae en el orden de los Carcharhiniformes.

## Morfología
Los machos pueden llegar alcanzar los 90,8 cm de longitud total.

## Reproducción
Es ovíparo.

## Distribución geográfica
Se encuentra en las  costas del suroeste del Pacífico: Nueva Zelanda. 